# Caldeira de Kikai
La caldeira de Kikai (鬼界カルデラ, Kikai karudera) est une caldeira située dans l'archipel Ōsumi (préfecture de Kagoshima, Japon). Cette caldeira, massive mais en très grande partie submergée, a un diamètre atteignant 19 km. Ce sont les restes de la dernière éruption d'un ancien volcan gigantesque.

## Caractéristiques
La caldeira est à l'origine de l'éruption d'Akahoya, une des plus grandes éruptions au cours de l'époque Holocène (il y a 10 000 ans à nos jours). Il y a environ 6 300, une nuée ardente émanant de cette éruption atteint les côtes du sud de Kyūshū situées à près de 100 km, et la cendre se dépose aussi loin que Hokkaidō. L'éruption produit environ 332–457 km3 de tephra, ce qui lui donne un indice d'explosivité volcanique de 7 et en fait la plus volumineuse de l'Holocène (12 000 dernières années), se classant devant celles de Santorin, du Changbaishan, du Crater Lake, du lac Kourile et de Tambora.
Le Kikai est un volcan toujours actif. Des éruptions mineures se produisent fréquemment sur le mont Iō (硫黄岳, Iō-dake), l'un des pics volcaniques post-caldeira subaériens sur Iō-jima (硫黄島), l'une des trois îles volcaniques, dont deux se trouvent sur le bord de la caldeira. Les éruptions les plus récentes ont eu lieu en 2020.